# المربض (ريمة)

تعديل مصدري - تعديل

قرية المربض  هي إحدى قرى عزلة بني الحرازي الواقعة ضمن مديرية الجعفرية التابعة لمحافظة ريمة، بلغ تعداد سكانها (260) نسمة حسب تعداد اليمن لعا24.

## روابط خارجية
- الدليل الشامــل